# Genç (district)
Genç is een Turks district in de provincie Bingöl en telt 35.267 inwoners (2007). Het district heeft een oppervlakte van 1711,9 km². Hoofdplaats is Genç.
De bevolkingsontwikkeling van het district is weergegeven in onderstaande tabel.
| 1997   | 2000   | 2007   |
| ------ | ------ | ------ |
| 37.659 | 45.994 | 35.267 |